# Præsidentvalget i Polen 2020
Præsidentvalget i Polen 2020 skulle oprindeligt have været afholdt den 10. maj 2020, men blev grundet COVID-19-pandemien den 7. maj udskudt. Regeringen offentliggjorde senere, at valgets første runde i stedet afholdtes den 28. juni 2020. Den siddende præsident Andrzej Duda var genopstillet.
Ved første valgrunde den 28. juni fik Andrzej Duda fra Lov og Retfærdighed 43,5% og Rafał Trzaskowski fra Borgerplatformen 30,5% af stemmerne og disse gik videre til den afgørende anden valgrunde, der afholdes den 12. juli.
Ved den anden valgrunde den 12. juli 2020 vandt Andrzej Duda med 51,03% af stemmerne over Rafał Trzaskowski, der tabte med 48,87% af stemmerne, og sikrede sig dermed sin anden valgperiode.

## Valgsystem
Polens præsident er valgt direkte gennem et to-rundes valgsystem. Præsidenten bliver valgt til en periode på fem år med en begrænsning på to perioder. Den siddende præsident Andrzej Dudas første valgperiode udløber den 6. august 2020. Den valgte præsident ved dette valg bliver indsat ved at aflægge ed som præsident foran Nationalforsamlingen, der består af Senatet og Sejm.
Præsidenten skal vælges ved et absolut flertal – altså skal vedkommende få over 50% af de samlede gyldige stemmer. Hvis dette ikke kan opnås i første valgrunde afholdes en anden valgrunde med de to kandidater, der fik flest stemmer i første runde.

## Valget og COVID-19
Som følge af COVID-19-pandemien krævede oppositionen, at valget blev udsat og foreslog et boykot af valget, hvis dette ikke skete. Regeringspartiet Lov og Retfærdighed (PiS) foreslog i april at valget blev afholdt på den planlagte dato, men at det grundet smittefaren kun skulle være muligt at brevstemme. Forslaget blev stemt igennem med et snævert flertal i Sejm men blev stemt ned i Senatet.
PiS annoncerede den 5. maj, at de havde intentioner om at udskyde valget, der efter planen skulle finde blot fem dage senere. To dage efter, den 7. maj, blev valget officielt udskudt til en ukendt dato.
Den 3. juni besluttedes det, at valget skulles afholdes søndag den 28. juni.

## Resultater

### Første valgrunde
Den siddende præsident Andrzej Duda og Rafał Trzaskowski fra Borgerplatformen gik videre til anden valgrunde, der afholdtes den 12. juli 2020.
| | Andrzej Duda                        | Uafhængig (PiS)                     | 8.450.513  | 43,50% |
| | Rafał Trzaskowski                   | Borgerplatformen                    | 5.917.340  | 30,46% |
| | Szymon Hołownia                     | Uafhængig                           | 2.693.397  | 13,87% |
| | Krzysztof Bosak                     | National Bevægelse                  | 1.317.380  | 6,78%  |
| | Władysław Kosiniak-Kamysz           | Polens Folkeparti                   | 459.365    | 2,36%  |
| | Robert Biedroń                      | Wiosna                              | 432.129    | 2,22%  |
| | Stanisław Żółtek                    | Nowa Prawica                        | 45.419     | 0,23%  |
| | Marek Jakubiak                      | Federacja dla Rzeczypospolitej      | 33.652     | 0,17%  |
| | Paweł Tanajno                       | Uafhængig                           | 27.909     | 0,14%  |
| | Waldemar Witkowski                  | Unia Pracy                          | 27.290     | 0,14%  |
| | Mirosław Piotrowski                 | Ruch Prawdziwa Europa               | 21.065     | 0,11%  |
| Ugyldige/blanke stemmer                                                                              | Ugyldige/blanke stemmer             | Ugyldige/blanke stemmer             | 58.301     | –      |
| Total                                                                                                | Total                               | Total                               | 19.425.459 | 100%   |
| Registrerede vælgere/valgdeltagelse                                                                  | Registrerede vælgere/valgdeltagelse | Registrerede vælgere/valgdeltagelse | 30.204.128 | 63,97% |
| Kilde: Polens Nationale Valgkommission (Resultater) Polens Nationale Valgkommission (Valgdeltagelse) |                                     |                                     |            |        |

### Anden valgrunde
Anden valgrunde afholdtes den 12. juli 2020 med Andrzej Duda og Rafał Trzaskowski fra Borgerplatformen som kandidater.
Den siddende præsident Andrzej Duda vandt valget og sikrede sig dermed sin anden valgperiode.
| | Andrzej Duda                        | Uafhængig (PiS)                     | 10.440.648 | 51,03% |
| | Rafał Trzaskowski                   | Borgerplatformen                    | 10.018.263 | 48,97% |
| Ugyldige/blanke stemmer                                                                            | Ugyldige/blanke stemmer             | Ugyldige/blanke stemmer             | 177.724    | –      |
| Total                                                                                              | Total                               | Total                               | 20.458.911 | 100%   |
| Registrerede vælgere/valgdeltagelse                                                                | Registrerede vælgere/valgdeltagelse | Registrerede vælgere/valgdeltagelse | 30.268.543 | 68,18% |
| Kilde: Polens Nationale Valgkommission (Valgdeltagelse) Polens Nationale Valgkommission (Resultat) |                                     |                                     |            |        |